# Podnanos
Podnanos falu Szlovéniában, a Goriška statisztikai régióban. Közigazgatásilag Vipavához tartozik.

## Nevének eredete
A falu nevét 1952-ben változtatták meg Šent Vidről (magyar nyelven: Szent Vitusról) Podnanosra, ami magyarul a Nanos-hegy alatt jelentéssel bír. A névváltoztatást a második világháború utáni kommunista kormányzás törvényei miatt ejtették meg, mivel így próbálták elvágni a vallást és a népet egymástól. A település helyi elnevezése Šembid, amely a Šent Vid név helyi változata.

## Temploma
A Szent Vitus tiszteletére emelt templom a Koperi egyházmegyéhez tartozik.

## Híres személyek
A településhez köthető híres, ismert személyek a következők:
- Stanko Premrl (1880–1965) - pap; a szlovén himnusz zeneszerzője,
- Janko Premrl (1920–1943) - antifasiszta ellenálló harcos, a Szlovén partvidéken a partizán ellenállás megszervezője.

## Fordítás
- Ez a szócikk részben vagy egészben  a   Podnanos című angol Wikipédia-szócikk ezen változatának fordításán alapul.  Az eredeti cikk szerkesztőit annak laptörténete sorolja fel. Ez a jelzés csupán a megfogalmazás eredetét és a szerzői jogokat jelzi, nem szolgál a cikkben szereplő információk forrásmegjelöléseként.